# Egunkaria
Egunkaria su bile dnevne novine u Baskiji. To su bile trinaest godina jedine novine u potpunosti na baskijskom jeziku u opticaju. Zatvorene su 20. veljače 2003.  pod pritiskom španjolskih vlasti zbog navodnih veza s paravojnom organizacijom ETA. Nakon sedam godina 15. travnja 2010. optuženi su bili oslobođeni optužbi za veze s ETA-om.

## Povijest i profil
Egunkaria je osnovana 1990. godine kao jedine dnevne novine na baskijskom   jeziku novine u Baskiji (dvojezične novine i jednojezični tjednici su već postojali).  Promotori u trenutku prvog izlaska 1990.  su očekivali nakladu   od 8.000 do 15.000 primjeraka i 40.000 potencijalnih čitatelja, cilj koji je kasnije postignut kada je izdana, rastući kao široko cijenjena tiskovina kao mjesto susreta za baskijske govornike, List je također bio poznat po svojim nacionalističkim sklonostima.
Novine su prodavane i po francuskim i španjolskim dijelovima Baskije a njihove prihode od prodaje i oglašavanja su dopunjavale subvencije iz baskijske regionalne samouprave.
Dana 20. veljače 2003., Španjolska građanska straža (Guardia Civil) po naredbi Juana del Olma – španjolskog suca iz  Audiencia Nacional - pretresla je ured novina, zaplijenila dokumente i računala, te zamrznula imovinu novina. Osim toga, deset ljudi koji su bili ili su bili članovi osoblja uhićeni su u zoru i zadržani u pritvoru.
U prosincu 2004. godine, Iñaki Uria, Joan Mari Torrealdai, Txema Auzmendi, Xabier Alegria, Pello Zubira, Xabier Oleaga, i Martxelo Otamendi su uhićeni zbog formiranje "ilegalne udruge" u trenutku kad je osnivana Egunkaria, i za "članstvo, odnosno suradnju s ETA-om ". Svi su kasnije oslobođeni svih optužbi i pušteni. List je također bio prisiljeni na likvidaciju a njegova imovina je rasprodana pod nadzorom sudski imenovanog upravitelja, što je značilo da bez obzira na ishod slučaja, Egunkaria će prestati postojati. Zbog nepravilnosti i kršenja jamstva za optuženike, sve odluke od travnja 2007. godine u vezi s gospodarskim postupcima su ukinute. Slične optužbe su zatvorile dvojezični (španjolsko-baskijski ) nacionalistički ljevičarski list Egin čiju je nišu okupirala Gara.
Zatvaranje Egunkarije rezultiralo je gnjevom narodnih masa, s raširenom kritikom iz različitih krugova (baskijske regionalne samouprave, poznatih pisaca, itd) prema španjolskim vlastima. Pisac Salman Rushdie ocijenio je zatvaranje kao "grozno", a engleski list The Independent dao je   malu, ali simboličnu novčanu donaciju za otvaranje novog lista na baskijskom jeziku, "Berria".

## Konačna presuda
Godine 2010., konačna i jednoglasna presuda od strane kaznenog suda Audiencia Nacional tvrdi da nije bilo osnove za zatvaranje ovih novina. Presuda potvrđuje da je "uzak iskrivljen   pogled prema kojem je sve što ima veze s baskijskim jezikom i kulturom na tom jeziku promovira i/ili po kontrolom ETA-e doveo do pogrešne procjenečinjenica i brojki, i nedosljednosti optužbe. " Presuda opisuje   zatvaranje kao "ometanje slobode medija". Na kraju, presuda izjavljuje da  "nisu dokazane tvrdnje da su optuženici imali i najmanju vezu s ETA-om, a to određuje samo po sebi oslobađajuću presudu sa svim izjavama u korist optuženih."
Bez obzira na presudu 2010., još nije utvđena odgovornost za bezrazložno zatvaranje   tijekom sedam godina.